# Cheracebus
Cheracebus é um gênero de primata da família Pitheciidae. Atualmente ainda se encontra em discussão sua validade taxonômica.

## Espécies
Se sua validade for confirmada 5 espécies compõem o gênero:
- Cheracebus aquinoi[3]
- Cheracebus lucifer
- Cheracebus lugens
- Cheracebus medemi
- Cheracebus regulus
- Cheracebus torquatus